# الفتاة ذات القرط اللؤلؤي (فلم)
الفتاة ذات القرط اللؤلؤي (بالإنجليزية: Girl with a Pearl Earring) هو فيلم دراما تم إنتاجه في لوكسمبورغ وإنجلترا سنة 2003. الفيلم من إخراج بيتر ويبر وكتابة تريسي شيفالييه. كتب السيناريو والحوار السيناريست أوليفيا هاترييد والعمل مأخوذ عن رواية بنفس الاسم. جاءت تسمية الفيلم على اسم لوحة للرسام الهولندي يوهانس فيرمير واستخدم في الفيلم ألواناً تشبه تلك الموجودة في لوحة فيرمير.
أُصدِر الفيلم في 12 ديسمبر 2003 في أمريكا الشمالية وفي 16 يناير 2004 في المملكة المتحدة، وحصل على عائدات إجمالية قدرها 31,466,789 مليون دولار أمريكي، وقوبل باستحسان من النقاد وتقييم 72 بالمئة في موقع الطماطم الفاسدة. ورُشَح لعشر جوائز الأكاديمية البريطانية للأفلام وجائزتي غولدن غلـوب وثلاث جوائز أوسكار.

## طاقم التمثيل
- سكارليت جوهانسون في دور غريت
- كولين فيرث في دور يوهانس فيرمير
- توم ويلكنسون في دور بياتر فان رويجفان
- سيليان ميرفي في دور بياتر
- جودي بارفيت في دور ماريا ثينس
- إيسي دافيس في دور كاتارينا بولس
- آنا بوبلويل في دور مايرتيغ
- ألاكينا مان في دور كورنيليا

## القصة
غريت (سكارليت جوهانسون) هي فتاة خجولة تعيش في الجمهورية الهولندية عام 1665. والدها يعمل في تزيين وتلوين الخزف وفقد بصره مؤخرًا مما افقده القدرة على العمل وبالتالي أصبح وضع عائلته المادي حرج. ونتيجة لذلك أرسلت غريت للعمل كخادمة في المنزل الرسام يوهانس فيرمير (كولين فيرث). تعمل غريت بجد، قليلة الكلام الجميع يسيئ إليها حتى أطفال فيرمير. وفي عملها الروتيني لشراء متطلبات المنزل يقع بيتر (سيليان ميرفي) في غرامها في حين إنها لا تكن له أي مشاعر.
كما تنظف غريت مرسم فيرمير، الذي هو غير مسموح لزوجته كاثرين (إيسي دافيس) أن تدخله أبداً، فتنشئ بينها صداقة وتبدي غريت إعجابها بلوحاته وألوانه وبدوره يعطيها فيرمير دروسًا في خلط الألوان وغيرها من أساسيات الرسم، محاولًا الوقت نفسه أن يبقي ما بينه وبين غريت سراً عن زوجته التي قد تشتعل نيران الغيرة في قلبها إذا علمت بهذه الصداقة.

## الميزانية والإيرادات
بلغت تكلفة إنتاج الفيلم حوالي 10 ملايين جنية إسترليني - 12 مليون يورو بينما حقق أرباحاً تقدر بـ 31,466,789 دولار في جميع دور العرض حول العالم.

## الإنتاج

اللوحة الأصلية لفيرمير: الفتاة ذات القرط اللؤلؤي رسمها عام 1665م

### ردود النقاد
تلقى الفيلم مراجعات إيجابية من مختلف النقاد حيث حصل على نسبة 72% على موقع الطماطم الفاسدة بناءً على 174 مراجعة، وحصل على نفس التقييم في موقع ميتاكريتيك بناءً على 37 مراجعة.

### ترشيحات وجوائز
| الحدث                            | الفئة         | المترشح      | النتيجة |
| -------------------------------- | ------------- | ------------ | ------- |
| جمعية نقاد السينما في لوس انجلوس | تصوير سينمائي | ادواردو سيرا | فوز     |

## وصلات خارجية
- الموقع الرسمي
- مقالات تستعمل روابط فنية بلا صلة مع ويكي بيانات